# Itar
Itar is een Tsjechisch historisch merk van motorfietsen.
De bedrijfsnaam was: Itar, J. Janatka & Spol, Praha-Smíchov, later Holubovsky & Spol, Praha.
Ingenieur Zubatý ontwikkelden zijn motorfietsen al tijdens de Eerste Wereldoorlog voor de firma Walter in Praag. Walter beëindigde de motorfietsproductie echter en daarom trok Zubatý naar Janatka & Spol. De Itar-motorfiets had een 746cc-tweecilinder zijklep-boxermotor en werd tot eind 1920 geproduceerd. In 1922 verscheen een 350cc-model en vanaf 1926 produceerde men motorfietsen met 350- en 500cc-JAP-zij- en kopklepmotoren. In 1929 werd de productie beëindigd.